# Arenzana de Abajo
Arenzana de Abajo – gmina w Hiszpanii, w prowincji La Rioja, w La Rioja, o powierzchni 8,39 km². W 2011 roku gmina liczyła 264 mieszkańców.